# 鄺其志
鄺其志，GBS（1951年4月2日—），暱稱「神童志」，前香港政府官員。曾任庫務司（1995-1997）、庫務局局長（1997-1998）、資訊科技及廣播局首任局長（1998-2000），後轉任香港交易所行政總裁，因馬時亨引發「仙股事件」遭牽連，負行政責任辭職。在細價股事件後，他遺下一句「公道自在人心」，成為他的名言。他自2007年起，出任澳門勵駿創建主席。

## 背景
鄺其志早年在香港島灣仔區長大，有一名任職大律師的胞兄鄺其德，父親是一名警察。鄺其志早年就讀軍器廠街警察官立小學（本於1956年報讀荷里活道警察官立小學下午校，1962年小六），後入讀皇仁書院，繼而入讀香港大學修讀理學士學位。在1970年代，鄺其志加入政府；1972年9月任職政府貿易主任，1978年10月才轉任政務官。及後從1980年代末開始，他歷任首席助理金融事務司（1988-1989）、香港駐倫敦辦事處副專員（1989-1992）、副庫務司（1992-1995）、庫務司（1995-1997）、庫務局局長（1997-1998）以及資訊科技及廣播局首任局長（1998-2000）。直至2000年以私人理由辭任官職，結束其27年的公務員生涯。而離開政府前，他取得香港中文大學管理文憑及劍橋大學經濟及政治發展學哲學碩士學位。
離開政府後，鄺其志轉任香港交易所行政總裁。但由於馬時亨引發「仙股事件」的遭到牽連，鄺其志最終負行政責任辭職。自2007年起，鄺其志出任澳門勵駿創建主席。

## 事件
當2008年亞洲小姐競選後亞洲電視行政總裁王維基在內部會議質疑亞洲小姐賽果，要求有關職員提交資料，兩日後他發現實際票數與賽果不符，於是通知張永霖。張永霖其後在記者會向公眾及監票委員會主席霍震霆致歉，並宣佈成立獨立調查委員會，由前資訊科技及廣播局局長鄺其志擔任主席，向亞洲電視提交報告徹查事件。
於2011年6月，鄺其志在山光道會所泳池與劉鳴煒發生爭執。當時鄺、劉二人同於泳池暢泳，其間劉鳴煒疑因「游過線」與他發生肢體觸碰，其後劉游到池邊「轉塘」時，鄺其志將他的頭壓入水中。劉鳴煒當場與鄺其志理論，並要求對方道歉。事件驚動在場救生員及馬會保安，但鄺其志否認出手。兩人各執一辭，最終劉鳴煒向馬會作正式書面投訴，馬會翻看泳池閉路電視錄像，發現鄺其志確曾出手。馬會事後曾嘗試約見鄺其志，他一直否認其事。在收到書面投訴後，馬會召開聆訊，但鄺其志未有出席。馬會有感鄺其志的品德及操守嚴重不當，於是決定重罰，宣佈暫停其會員權益12個月。

## 個人生活
鄜其志已婚，其子鄺之彥於2009年11月21日與未婚妻孫凱寧結婚，鄺其志以自己的平治豪華房車「KC1300」作為花車用途。

## 外部參考
- 華夏經緯網
- 澳門勵駿創建主席
- 開放香港電訊市場[永久]